# Kiyoshi Koyama
Kiyoshi Koyama (japanisch 児山 紀芳 Koyama Kiyoshi, * 12. Februar 1936 in Sakai; † 3. Februar 2019 in Kashiwa) war ein japanischer Musikjournalist und Jazz-Produzent.

## Leben und Wirken
Kiyoshi Koyama war in den 1960er- und 1970er-Jahren als Musikjournalist und Herausgeber tätig; um über die amerikanische Free-Jazz- und Avantgarde-Szene zu berichten, reiste er häufig nach New York, so im Sommer 1969, als er Ornette Coleman in seinem Loft bei Proben und im Alltagsleben beobachten konnte. Im Laufe seiner Karriere führte Koyama eine Reihe von Interviews mit den führenden Musikern des amerikanischen Jazz, wie John Coltrane, Miles Davis und Albert Ayler, außerdem mit japanischen Jazzgrößen wie Sadao Watanabe und Toshiko Akiyoshi. Koyama schrieb ferner das Kapitel Jazz in Japan für das von Bill Kirchner herausgegebene Werk The Oxford Companion to Jazz. Von 1967 bis 1981 und von 1990 bis 1993 war er Herausgeber des Swing Journal; seit den 1980er Jahren betätigte er sich als Produzent historischer Aufnahmen. So produzierte er Box-Sets mit Musik von Roland „Rahsaan“ Kirk, Clifford Brown/Max Roach, Sarah Vaughan und Dinah Washington, ferner war er Ko-Produzent der Wiederveröffentlichung historischer Aufnahmen von Keynote Records.